# رضوى الأسود
رضوى فاضل الأسود، كاتبة وناقدة مصرية ولدت في مصر. تخرجت من مدارس راهبات فرنسية، ثم حصلت على ليسانس الآداب من قسم اللغة الفرنسية من جامعة عين شمس عام 1996.

## السيرة الذاتية
ولدت في مصر. رضوى الأسود خريجة مدارس راهبات فرنسية، ثم حصلت على ليسانس الآداب من قسم اللغة الفرنسية من جامعة عين شمس عام 1996 بتقدير جيد. نشرت العديد من المقالات النقدية بالمجلات المصرية والعربية مثل: العربي، الدوحة، الأهرام العربي، إبداع. وجرائد مثل: أخبار العرب، أخبار الأدب، المقال، المصري اليوم، الحياة.

## أعمالها ومؤلفاتها
- حفل المئوية، دار الياسمين للطبع والنشر والتوزيع، 2010.[4]
- تشابك، دار الكتاب العربي، 2013.[5]
- كل هذا الصخب، دار مقام للنشر و التوزيع، 2015.[6]
- زجزاج، دار نهضة مصر للطباعة والنشر والتوزيع، 2018.[7]
- أديان وطوائف مجهولة - جوهر غائب ومفاهيم مغلوطة، مؤسسة بتانة الثقافية، 2018.[8]
- بالأمس كنت ميتا: حكاية عن الأرمن والكرد، الدار المصرية اللبنانية، 2020.[9]
- سيد قطب: رحلة بين ضفاف أسطورة التناقضات، دار سما، 2022.[10]

- خداع واحد ممكن، دار الشروق، 2022.[11]
- يونيفرس، دار العين، 2023.[12]

## الجوائز
- جائزة الملتقى الثقافي.[2]